# Friederichsen-Gletscher
Der Friederichsen-Gletscher ist ein 11 km langer Gletscher an der Foyn-Küste des Grahamlands im Norden der Antarktischen Halbinsel. Er fließt in östlicher Richtung zum Cabinet Inlet, das er unmittelbar nördlich des Mount Hulth erreicht.
Der Falkland Islands Dependencies Survey (FIDS) kartierte ihn anhand von Luftaufnahmen der US-amerikanischen Ronne Antarctic Research Expedition (1947–1948) aus dem Jahr 1947. Eine Vermessung folgte zwischen 1963 und 1965. Der FIDS benannte den Gletscher 1971 nach dem deutschen Kartografen Ludwig Friederichsen (1841–1915), der 1895 eine Landkarte über die Antarktische Halbinsel und die Südlichen Shetlandinseln veröffentlichte.